# Тор: Любов и гръмотевици
„Тор: Любов и гръмотевици“ (на английски: Thor: Love and Thunder) е американски супергеройски филм от 2022 г. за eдноименния персонаж на Марвел Комикс, продуциран от „Марвел Студиос“ и е разпространен от „Уолт Дисни Студиос Моушън Пикчърс“. Това е 29-ият филм в киновселената на Марвел и е продължение на филмите „Тор: Рагнарок“ (2017) и „Отмъстителите: Краят“ (2019). Режисьор е Таика Уайтити, който е съсценарист със Дженифър Кейтин Робинсън, и участват Крис Хемсуърт в ролята на Тор, заедно с Крисчън Бейл, Теса Томпсън, Джейми Александър, Таика Уайтити, Ръсел Кроу и Натали Портман.
Премиерата на филма се състои във Театър „Ел Капитан“ в Холивуд на 23 юни 2022 г. и е пуснат във Съединените щати на 8 юли 2022 г. като част от четвъртата фаза на Киновселената на Марвел.

## Актьорски състав
| Актьор            | Роля                            |
| ----------------- | ------------------------------- |
| Крис Хемсуърт     | Тор                             |
| Крисчън Бейл      | Гор, убиецът на богове          |
| Теса Томпсън      | Брунхилда / Валкирия            |
| Джейми Александър | Сиф                             |
| Тайка Уайтити     | Корг                            |
| Ръсел Кроу        | Зевс                            |
| Натали Портман    | Джейн Фостър / Всемогъщият Тор  |
| Крис Прат         | Питър Куил / Звездния повелител |
| Дейв Батиста      | Дракс Разрушителя               |
| Брадли Купър      | Енотът Рокет (глас)             |
| Вин Дизел         | Грут (глас)                     |
| Пом Клементиеф    | Мантис                          |
| Карън Гилън       | Небюла                          |
| Шон Гън           | Краглин Обфонтери               |
| Кат Денингс       | Дарси Луис                      |
| Стелан Скарсгорд  | Ерик Селвиг                     |
| Идрис Елба        | Хаймдал                         |
| Индия Хемсуорт    | Любов                           |
| Брет Голдстийн    | Херкулес                        |